# Eve Goldberg
Eve Goldberg (nacida en 1967) es una cantante, compositora y música folclórica canadiense. Musicalmente, se basa en una serie de tradiciones e influencias diferentes, como el blues, country, bluegrass, jazz, swing y música folclórica tradicional y contemporánea.

## Biografía
Nacida en el área de Boston, Goldberg vivió principalmente en Nueva Inglaterra antes de mudarse a Toronto en 1981. A través de su madre, Susan, ávida fanática de la música folclórica, se involucró en la escena musical de Toronto y conoció a muchos músicos folclóricos locales, incluidos Grit Laskin, Ian Robb, Ken y Chris Whiteley, Paul Mills y Bill Garrett.

## Carrera
Goldberg comenzó a actuar públicamente en 1990 y desde entonces se presentó en clubes, series de conciertos y festivales en todo Canadá y el noreste de los Estados Unidos, incluido el Mariposa Folk Festival, el Kennedy Center, el Ottawa Folk Festival, el Stan Rogers Festival Folclórico.
Su primer álbum, Ever Brightening Day, fue lanzado en su propio sello Sweet Patootie Music. Sus siguientes álbumes Crossing the Water y A Kinder Season fueron publicados por Borealis Records. Su composición instrumental "Watermelon Sorbet" fue el tema principal del programa Roundup de Richardson de CBC Radio. "Watermelon Sorbet" también aparece en una colección de música de guitarra acústica llamada Six Strings North of the Border.
Además se ha involucrado en muchos otros proyectos musicales. En 1996, se convirtió en la gerente de The Borealis Recording Company, un sello discográfico de música folk canadiense independiente. En 1999, ayudó a fundar Common Thread: Community Chorus of Toronto, un coro de folk sin audiciones de setenta voces que canta música de todo el mundo.
Igualmente se presentó como oradoda en la Conferencia de la Alianza Folclórica Internacional en 2013. Es una de las principales organizadoras del Campamento de Música y Danza de Woods que se lleva a cabo cada año en la región de Muskoka de Ontario. 
También da lecciones y dirige un grupo de ukelele en Toronto. Actúa con su compañera de música Jane Lewis como el dúo Gathering Sparks; se presentan en festivales folclóricos y regularmente en el Tranzac Club de Toronto.